# پاکسازی از راه کار اجباری
پاکسازی از راه کار اجباری (به آلمانی: Vernichtung durch Arbeit) به اصلی از سیستم عملیات اردوگاه‌های کار اجباری نازی‌ها گفته می‌شود که هدف آن کشتار عامدانه زندانیان و کارگران اجباری تحت کار سنگین بیش از اندازه، مراقبت ناکافی و سوءتغذیه از طریق گرسنگی مهلک بود. نخستین اولین اردوگاه‌های کار اجباری آلمانی بلافاصله پس از انتصاب هیتلر به عنوان صدراعظم آلمان در ژانویه ۱۹۳۳ تأسیس شدند.

## قربانیان اردوگاه‌های کار نازی
قربانیان پاکسازی از راه کار اجباری اکثراً یهودیان اروپا بودند، اما کولی‌ها، اسلاوها، مخالفان سیاسی و همجنس‌گرایان نیز شامل می شدند.

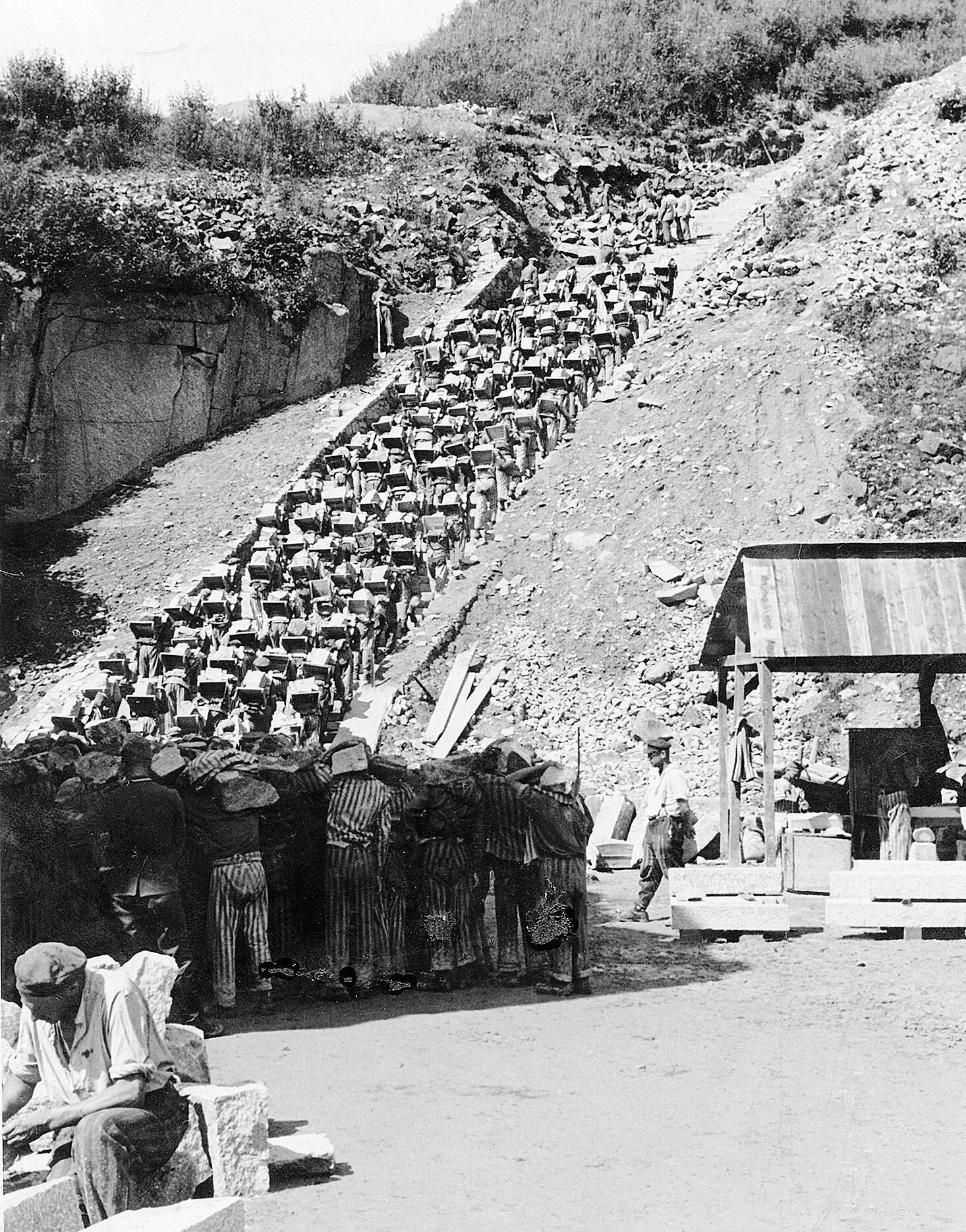
"پله‌های مرگ" در اردوگاه کار اجباری ماوتهاوزن, زندانیان مجبور بودند سنگ‌های سنگین را از پله‌ها بالا بکشند.

شرایط کار در اردوگاه‌ها دارای ویژگی‌های منحصر به فردی زیر بود:  عدم وجود هر نوع پاداش، نظارت دائمی بر کارگران، کار فیزیکی سنگین (مانند ساخت جاده‌ها، کارهای کشاورزی، و فعالیت‌های تولیدی که عمدتاً تولید مهمات بود)، ساعات کار طولانی (از ده تا دوازده ساعت کار در روز)، سوء تغذیه، توزیع محدود غذا، نبود بهداشت، مراقبت‌های پزشکی ناکافی که منجر به بیماری‌ها می‌شد، و پوشاک ناکافی (به عنوان مثال، لباس‌های کوتاه حتی در فصل زمستان). زندانی‌سازی در اردوگاه‌های کار اجباری و شرایط سخت آنها نه تنها به قصد شکستن روحیه اسیران طراحی شده بود، بلکه به منظور منجر ساختن به مرگ آنها نیز بود.
نمی‌توان قاطعانه آماری دقیق از قربانیان ارائه کرد زیرا اغلب نازی‌ها پرونده‌های قربانیان را نگه‌داری نمی‌کردند اما آمار تخمینی گویای کشته شدن حدود ۶ میلیون یهودی، ۸۰٬۰۰۰ بیمار و معلول آلمانی، ۵۰۰٬۰۰۰ کولی رومانیایی و ۷ میلیون اسیر جنگی شوروی و غیرنظامی در اردوگاه‌های کار اجباری است، همچنین تعدادی از آزادشدگان نیز پس از مدتی به دلیل رفتار خشن در اردوگاه‌ها جان سپردند.